# Cebu Pacific
Cebu Pacific – filipińska tania linia lotnicza z siedzibą w Pasay.
W kwietniu 2010 Cebu Pacific Air znajdowało się na "czarnej liście" przewoźników lotniczych UE.

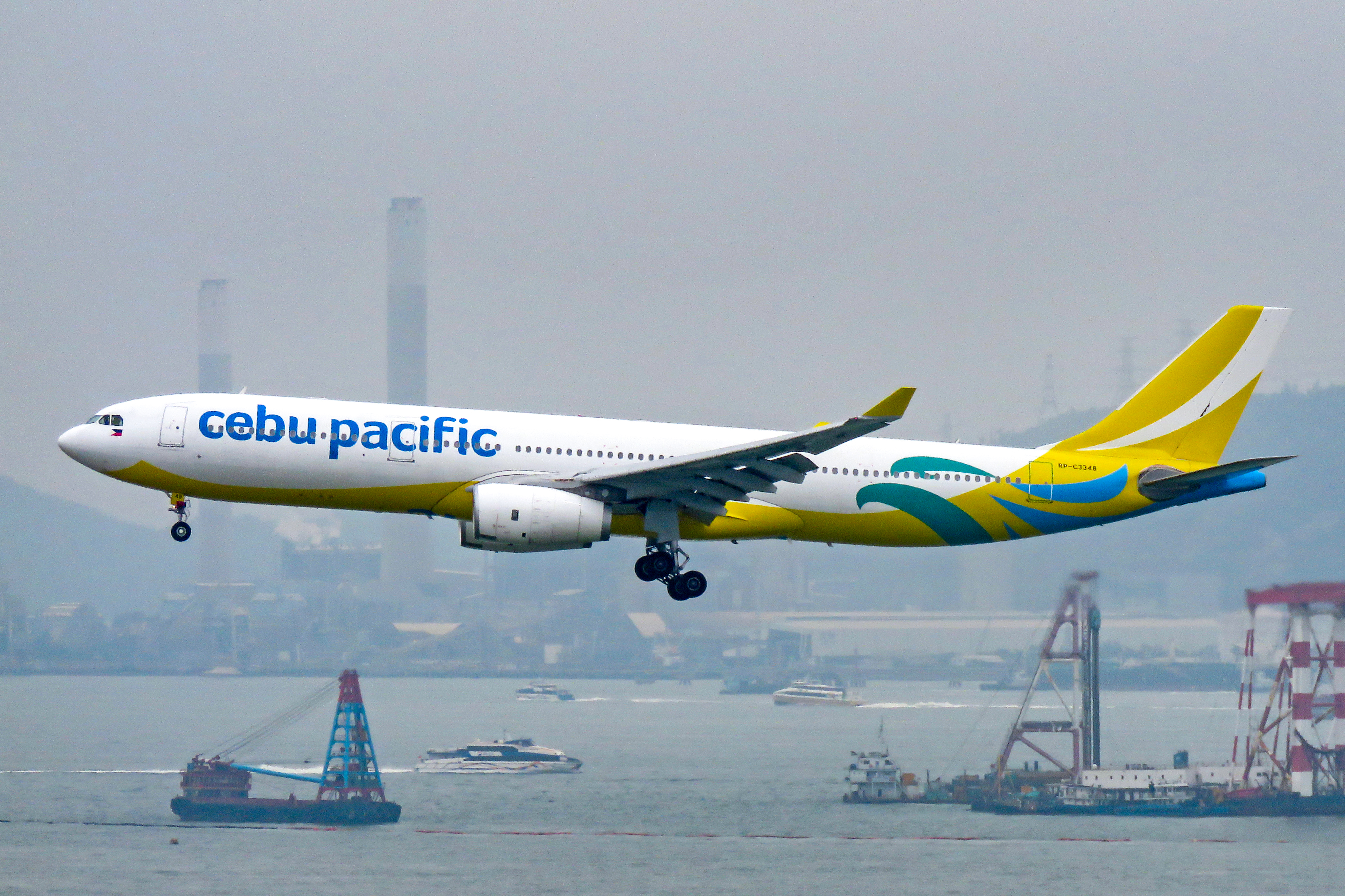
Airbus A330-300 w barwach Cebu Pacific ląduje w Porcie lotniczym Hongkong

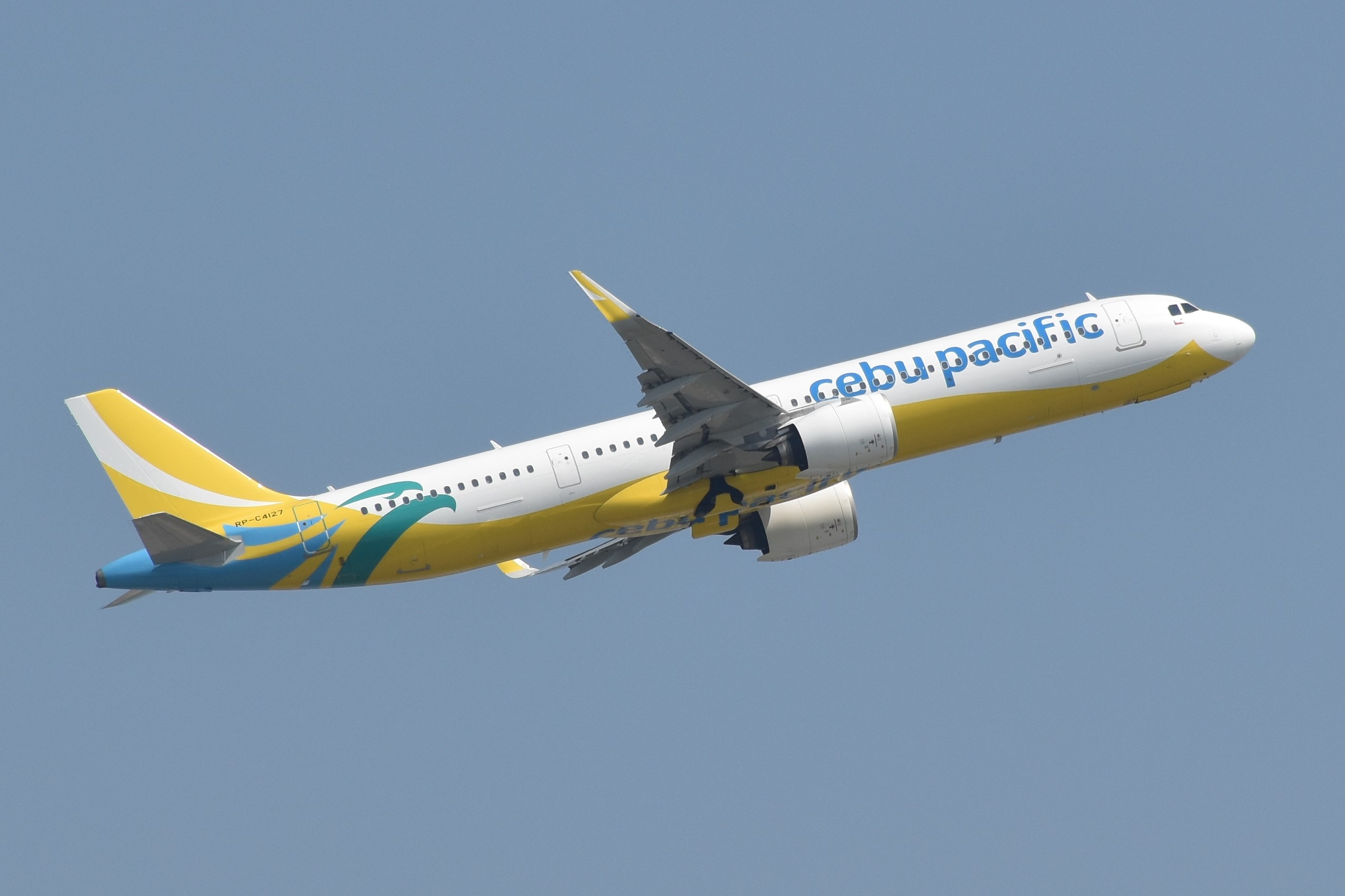
Airbus A321neo należący do przewoźnika

W listopadzie 2019 linia podpisała z Airbusem umowę na zakup 16 samolotów Airbus A330neo.

## Flota
Flota Cebu Pacific składa się z 68 samolotów o średnim wieku 5,6 roku (stan na luty 2023 r.).
| Typ samolotu    | Liczba | Zamówionych | Uwagi |
| --------------- | ------ | ----------- | ----- |
| ATR 72          | 16     |             |       |
| Airbus A320-200 | 20     |             |       |
| Airbus A320neo  | 9      | 12          |       |
| Airbus A321-200 | 7      |             |       |
| Airbus A321neo  | 10     | 11          |       |
| Airbus A321XLR  |        | 10          |       |
| Airbus A330-300 | 2      |             |       |
| Airbus A330-900 | 4      | 12          |       |